# Александър Невски (филм)
„Александър Невски“ (на руски: Александр Невский) е съветски военен филм от 1938 година на режисьорите Сергей Айзенщайн и Дмитрий Василиев по сценарий на Айзенщайн и Пьотър Павленко.
В центъра на сюжета е дейността на средновековния новгородски княз Александър Невски в навечерието и по време на победата му над тевтонците в битката на Чудското езеро през 1242 година. Главните роли се изпълняват от Николай Черкасов, Николай Охлопков, Андрей Абрикосов.
Високобюджетен пропаганден филм с антигерманска и антикатолическа насоченост, „Александър Невски“ има голям успех сред публиката, но е спрян от прожекции след сключването на Пакта „Рибентроп-Молотов“ през август 1939 година, за да се върне по екраните след началото на съветско-германската война две години по-късно.